# 橘ノ圓 (初代)
初代橘ノ 圓（たちばなの まどか、1870年 - 1935年6月29日）は、明治から昭和にかけて活動した落語家。本名、五十嵐 銀次郎。兄は2代目三遊亭圓馬。

## 生涯
11歳の時、初代三遊亭圓朝門下となり、朝治（または朝二、圓治）を経て、2代目橘家圓三郎となる。1891年、師圓朝の寄席引退に同調した兄圓馬の上方巡業に同行し、そのまま兄弟ともに大阪に定住。1906年、師圓朝の7回忌の時に「圓頂派」を結成し、橘ノ圓を名乗る。
一門は全て坊主頭といった出立ちで、主に神戸を中心に高座に上がり、巡業にもよく出た。1910年に帰京し、3代目柳家小さん門下となり柳家圓を名乗るが、間もなく大阪へ戻り、橘ノ圓に復す。大阪では三友派に属していたが、後に5代目橘家圓太郎らとともに浪花落語反対派に移る。大阪を拠点としながらも、東京でも時々寄席に上がっていた。
50歳を越して圓朝一門で音曲師の初代立花家橘之助と結婚した。
晩年は名古屋市中区を経て、余生を過ごすため1935年（昭和10年）6月10日、京都市上京区平野鳥居前に住まいを移す。しかし、そのわずか19日後の6月29日、京都大水害（鴨川水害）により自宅が倒壊して下敷きになったところに、北野天満宮そばの紙屋川が氾濫して濁水が押し寄せて、妻とともに水死した。享年66。墓所は牛込の清隆寺。法名：清浄院橘圓日香居士。

## 芸風・人物
『子は鎹』『三味線栗毛』などが十八番であった。踊りも達者で『網上』が特に評価された。
兄同様に人格者とされ、賭け事や酒を嗜むことはなく、暑くても裸身にならず、座ってもあぐらは組まなかったという。
橘ノ圓都が入門したとき、「圓歌」の高座名を与えて、東京の三遊亭圓歌や京都の笑福亭圓歌もいるので「ややこしいやおまへんか」と言われると「かまわん。東京、京都の圓歌とともに神戸の圓歌がいてもよい」と答えたと圓都は述べている。のちに東京に興行に出た際、2代目談洲楼燕枝から圓都とともに呼ばれて、三遊亭圓歌と紛らわしいので改名してほしいと頼まれ（その場には三遊亭圓歌もいた）、「圓都」の名を与えた。

## 弟子
- 橘ノ圓都
- 橘ノ圓天坊
- 橘ノ百圓
- 桂團丸
- 橘ノ次郎